# إيلي شويري
قالب:معلومات مغن.
إيلي شويري هو مطرب لبناني. وُلد في بيروت في 27 ديسمبر (كانون الأول) من عام 1939. يُعد من جُملة مطربي العصر الذهبي للغناء العربي، إذ عاصر عمالقة الطرب مثل محمد عبد الوهاب وأم كلثوم ورياض السنباطي وعبد الحليم حافظ وكارم محمود ومحمد عبد المطلب وفايزة أحمد وغيرهم من الذين رسموا خريطة الأغنية العربية.

## البداية في الكويت
لم يكن يعلم أن حادث السير الذي تعرض له وإصابته بكسر في يده سيشكل انطلاقته الحقيقية في عالم الفن وبالتحديد في أروقة الإذاعة الكويتية عام 1960 حينها دعاه صديق إلى الكويت لتمضية فترة نقاهة واستجمام، وكان في العشرين من عمره. فجمعته الصدفة يومها بالملحن الكويتي عوض الدوخي الذي راح يشجعه على تعلم العزف على العود مع زميل له يدعى مرسي الحريري، وهو ملحن مصري كفيف.

## إلى لبنان والرحابنة
بقي إيلي شويري في الكويت لما يزيد عن سنة، أحيا خلالها بعض الحفلات الصغيرة وتعرف على الموسيقى الخليجية وتعلم إيقاعاتها. في منتصف عام 1962 وصلت إلى الكويت فرقة «الأنوار» اللبنانية ضمن جولة فنية كانت تقوم بها، وكانت تتألف من عدة مطربين لبنانيين بينهم وديع الصافي وسعاد الهاشم وزكي ناصيف وتوفيق الباشا وغيرهم. فاستيقظ الحنين في نفسه وقرر العودة إلى بلاده بعدما حضر عرضاً للفرقة، مزوداً برسالة من أحد الاصدقاء في الكويت تطلب من موسيقي لبناني يدعى جوزيف شمعة أن يدعم موهبة إيلي ويساندها. وهكذا كان. أصبح إيلي شويري عضواً في فرقة كورال تضمه إلى جانب شمعة ونقولا الديك، فكان من ضمن الفريق المرافق لعدد من الفنانين بينهم فهد بلان ونزهة يونس.
عام 1963 عَلِمَ شويري أن هناك تحضيرات تجري في الكواليس لإحياء مهرجانات بعلبك بإشراف الموسيقار روميو لحود. فقصده في مكتبه ومن هناك اصطحبه لحود معه في نزهة بسيارته إلى منطقة الأشرفية مركز سكن شويري واعداً إياه بإعطائه دوراً صغيراً في مسرحية «الشلال». في تلك الأثناء كان الأخوان عاصي ومنصور الرحباني يبحثان عن وجوه فنية جديدة، فأعجبا بأداء إيلي على المسرح، وهكذا بدأ رحلته مع الفن الأصيل معتبراً أن هذه الفرصة خولته التعرف موهبته. فشارك مع الرحابنة في خمسةٍ وعشرين عملاً مسرحياً بينها: «الشخص» و«فخر الدين» و«الليل والقنديل» و«صح النوم» و«دواليب الهوا» وفيلم «بياع الخواتم». ووصفه الإعلامي سعيد فريحة مؤسس دار الصياد بأنه «أيقونة في معبر الرحابنة».
لم يكتف إيلي شويري بوقوفه إلى جانب كبار الممثلين والمطربين، فأطلق العنان لأعماله، فكتب «بلدي» و«أنت وانا يا ليل» من شعره وألحانه وغناء وديع الصافي. يصف شويري حلمه الذي كبر لاحقاً وجعله أحد روّاد الأغنية في الوطن العربي: «كنا نعيش في الفضاء الذي لا يدوسه الإنسان… أصحو على صوت الأذان في جامع البسطة الذي صار في ما بعد بمثابة المدرسة التي أتعلم منها الأداء وتقنية الصوت… لقد كنت مسحوراً بالفن بالفطرة ولم أكن أنوي يوماً أن أتحول إلى فنان».

## الانفصال عن الرحابنة
عام 1966 تزوج إيلي شويري من عايدة أبي عاد ورزق منها ثلاث بنات: نيكول وكارول وسيلينا. وإثر خلافٍ مع الرحابنة انفصل شويري عنهم ولجأ إلى وسيلة مسموعة ليخرج ما في أعماقه من مشاعر واحاسيس ساورته بعد اندلاع الحرب الأهلية اللبنانية عام 1975، وقدم بالتعاون مع الصحافي سامي غميقة برنامج «يا الله» وهو انتقادي اجتماعي لاقى نجاحاً عبر أثير إذاعة «صوت لبنان». ثم التقى المطربة صباح في مسرحية «ست الكل» وكانت فاتحة خير جديدة لمسيرته الفنية، فكتب ولحن «تعلا وتتعمّر يا دار» وذاع صيته وأرسلت الحكومة السورية في طلبه وأخذ يُحيي حفلة تلو الأخرى فتحسنت حالته المادية بعدما كان يعاني من وضع معيشي متردٍ.
وكان إيلي شويري أوجد شهرة أكثر من فنان، وبينهم داليدا رحمة فكتب لها مسرحية «قاووش الافراح» وغنت له «يا بلح زغلولي» التي صارت على كل شفة ولسان. وكذلك غنت له ماجدة الرومي «سقط القناع» و«مين إلنا غيرك» و«ما زال العمر حرامي» وتنافس كل من صباح وسميرة توفيق على أداء أغنية «أيام اللولو» التي أثارت في حينه زوبعة في عالم الغناء، خصوصاً أن الأولى نسبت الأغنية اليها، في حين أكدت الأخرى أنها كانت السبّاقة إلى اختيارها. إلا أن الأغنية راجت بشكل لافت لدى المطربين، بعد أن أدتها كل منهما على طريقتها.
نسج إيلي شويري شبكة صداقات مع قلة من زملاء المهنة، ليشكلوا رفقاء الدرب وبينهم فيلمون وهبي ونصري شمس الدين. إلا أن الأقرب إليه كان ملحم بركات، فكانا يمضيان أياماً كثيرة مع بعضهما، يتذكران فيها محطات من الماضي خصوصا اثناء ممارستهما هواية الصيد.
قال في أواخر أيامه أنه لا يكلّف نفسه عناء متابعة مجريات الساحة الفنية: «اليوم أنا مش أنا وما يجري لا يعنيني ولا يثير اهتمامي. أعاني من الواقع الفني المتردي لا سيما وأنني جئت من حقيقة البارحة».

## وفاته
توفي إيلي شويري مساء يوم الأربعاء 3 مايو (أيَّار) 2023 عن عُمرٍ ناهز الرابعة والثمانين.